# Ocenebra gracillima
Ocenebra gracillima är en snäckart som beskrevs av Robert Edwards Carter Stearns 1871. Ocenebra gracillima ingår i släktet Ocenebra och familjen purpursnäckor. Inga underarter finns listade i Catalogue of Life.